# White Label
White label (рус. Белая этикетка) — это концепция, предусматривающая производство немарочных продуктов или услуг одной компанией и использование таких продуктов или услуг другой компанией под своим брендом (маркой).

## История
Название White Label произошло от производства виниловых пластинок, которые выпускались с белым (чистым) лейблом, на который потом можно было нанести изображением бренда компании-продавца. Очень часто рекламные копии пластинок рассылались диджеям на радио, и в ночные клубы до официального выпуска пластинок в белых упаковках, чтобы разжечь общественный интерес и точнее определить объемы будущего производства. Дизайн упаковки разрабатывался перед выпуском пластинок в массовое производство после определения настроений слушателей. Иногда этот термин применялся к пластинкам, упаковка с которых срывалась или покрывалась белой этикеткой, чтобы конкурирующие между собой диджеи не знали, какие записи они используют.
В интернете партнёрская система «White Label» была впервые использована в 2001 году, когда сайт по онлайн продаже мобильных телефонов предложил другим компаниям ребрендинговую версию своего веб-сайта. Компаниям предоставлялась возможность зарегистрироваться на сайте, продавать мобильные телефоны и получать комиссию.

## Применение
White Label избавляет бренды от необходимости инвестировать в создание собственных технологий и инфраструктуры. Производители могут сосредоточиться на качестве продукта и увеличить сбыт без инвестиций в развитие продаж. А исполнители не тратят время и деньги на создание производства.
В секторе товаров народного потребления, стратегия White Label часто используется для массового производства электроники, потребительских товаров и пакетов программного обеспечения, таких как DVD-плееры, телевизоры, и веб-приложений. Например, одна и та же модель DVD-плеера может быть продана как под брендом Dixons, так и Saisho. 
В секторе информационных технологий, веб-сайты некоторых компаний используют концепцию White Label для того, чтобы предлагать успешным брендам услугу создания технологий и инфраструктуры без дополнительных инвестиций.
Большинство товаров, реализуемых в частных супермаркетах и продуктовых магазинах, предоставляются компаниями, которые продают продукты в различные магазины, изменяя только этикетки. Кроме того, некоторые производители создают дешевые брендовые этикетки, на которых написано только название продукта («Кола»). Richelieu Foods, например, занимается частным производством этикеток для компаний-производителей продуктов питания, таких как замороженная пицца, салаты, соусы, маринады, приправы и салаты для других компаний, в том числе Hy-Vee, Aldi, Save-A-Lot, Sam’s Club, Hannaford Brothers Co., BJ’s Wholesale Club и Shaw’s Supermarkets.
Кроме того иногда крупные банки выпускают кредитные карточки для более мелких банков по системе White Label за отдельную плату. Это позволяет мелким банкам предлагать клиентам свои собственные карточки без дополнительных инвестиций в необходимую инфраструктуру. Примером является Cuscal Limited, предоставляющий White Label карточки кредитным союзам в Австралии, или банк Simple в США, выпускающий банковские аккаунты и дебетовые карточки, обслуживаемые The Bancorp Bank.
Понятие часто путают с private label (частная марка). Но разница между ними в том, кто определяет содержание продукта или услуги. В случае с white label состав/комплектации и упаковку полностью определяет производитель. Private label полностью разрабатывается заказчиком с учётом возможностей производителя или производителем по техзаданию заказчика.